# U-171
| U-171                      | U-171 | U-171 |
| -------------------------- | --- | --- |
|                            | | |
|                            | | |
|                            | | |
| Під прапором               | Третій рейх | Третій рейх |
| Спуск на воду              | 22 липня 1941 року | 22 липня 1941 року |
| Виведений зі складу флоту  | 9 жовтня 1942 року | 9 жовтня 1942 року |
| Сучасний статус            | затоплений | затоплений |
| Проєкт                     | | |
| Тип ПЧ                     | Дизельний підводний човен | Дизельний підводний човен |
| Основні характеристики     | | |
| Швидкість (надводна)       | 17,9 вузла | 17,9 вузла |
| Швидкість (підводна)       | 7 вузлів | 7 вузлів |
| Робоча глибина занурення   | 100 м | 100 м |
| Гранична глибина занурення | 230 м | 230 м |
| Автономність плавання      | 63 милі (117 км) на швидкості 4 вузли (7,4 км/год) (у підводному положенні) 13 450 морських миль (24 910 км на швидкості 10 вузлів (19 км/год) (у надводному положенні) | 63 милі (117 км) на швидкості 4 вузли (7,4 км/год) (у підводному положенні) 13 450 морських миль (24 910 км на швидкості 10 вузлів (19 км/год) (у надводному положенні) |
| Екіпаж                     | 48 осіб | 48 осіб |
| Розміри                    | | |
| Довжина найбільша (по КВЛ) | 76,76 м | 76,76 м |
| Ширина корпусу найб.       | 6,76 м | 6,76 м |
| Висота                     | 9,6 м | 9,6 м |
| Середня осадка (по КВЛ)    | 4,70 | 4,70 |
| Водотоннажність надводна   | 1120 т | 1120 т |
| Озброєння                  | | |
| Артилерія                  | 1 × 88-мм палубна гармата SK C/32 | 1 × 88-мм палубна гармата SK C/32 |
| Торпедно- мінне озброєння  | 4 носових і два кормових ТА. 22 торпеди або 44 міни TMA чи 66 TMB | 4 носових і два кормових ТА. 22 торпеди або 44 міни TMA чи 66 TMB |
| ППО                        | 1 × 37-мм зенітна гармата SKC/30 2 × 20-мм зенітні гармати FlaK 30 | 1 × 37-мм зенітна гармата SKC/30 2 × 20-мм зенітні гармати FlaK 30 |

U-171 — німецький підводний човен типу IXC, часів  Другої світової війни.
Замовлення на будівництво човна було віддане 23 грудня 1939 року. Човен був закладений на верфі «AG Weser» у Бремені 1 грудня 1940 року під заводським номером 1011, спущений на воду 22 липня 1941 року, 25 жовтня 1941 року увійшов до складу 4-ї флотилії. За час служби також перебував у складі 10-ї флотилії. Єдиним командиром човна був капітан-лейтенант Гюнтер Пфеффер.
За час служби човен зробив 1 бойовий похід, у якому потопив 3 (загальна водотоннажність 17 641 брт) судна.
Затонув 9 жовтня 1942 року у Біскайській затоці південно-західніше Лор'яна (47°39′ пн. ш. 03°34′ зх. д. / 47.650° пн. ш. 3.567° зх. д.) підірвавшись на міні британського мінного поля Artichokes. 22 члени екіпажу загинули, 30 врятовані.

## Потоплені та пошкоджені кораблі[3]
| Назва           | Тип            | Належність | Дата           | Тоннаж (БРТ) | Вантаж                                                                                   | Статус    | Місце                                                       |
| Oaxaca          | вантажне судно | Мексика    | 26 липня 1942  | 4 351        | Генеральні вантажі, включно з газетним папером, каустичною содою та телефонними стовпами | потоплено | 28°23′ пн. ш. 96°08′ зх. д. / 28.383° пн. ш. 96.133° зх. д. |
| R.M. Parker Jr. | танкер         | США        | 13 серпня 1942 | 6 779        | Водний баласт                                                                            | потоплено | 28°50′ пн. ш. 90°42′ зх. д. / 28.833° пн. ш. 90.700° зх. д. |
| Amatlan         | танкер         | Мексика    | 4 вересня 1942 | 6 511        | Баласт                                                                                   | потоплено | 23°27′ пн. ш. 97°30′ зх. д. / 23.450° пн. ш. 97.500° зх. д. |